# Теофаніс Гекас
Теофа́ніс Ге́кас (грец. Θεοφάνης Γκέκας) (нар. 23 травня 1980, Лариса, Греція) — грецький футболіст, нападник.

## Спортивна кар'єра
Теофаніс Гекас почав футбольну кар'єру у складі клубу другого грецького дивізіону Бета-Етнікі «AEL 1964» рідного міста. Після трьох років проведених в Ларисі, перейшов до клубу «Каллітея» влітку 2001 року. У першому сезоні Гекас вивів команду до Грецької Суперліги, забив 30 м'ячів у 37 матчах другого дивізіону. Гекас продовжував забивати голи, таким чином, зацікавивши собою топклуби Греції. Після забитих 32 м'ячів в 73 матчах він перейшов у столичний «Панатінаїкос» взимку 2005 року. У своєму новому клубі Гекас став найкращим бомбардиром Грецького чемпіонату в 2005 році, забивши 17 м'ячів.
Дебют Гекаса за збірну відбувся в березні 2005 року, в переможному матчі з Албанією в рамках кваліфікації чемпіонату світу. У сезоні 2005/2006 Гекас у складі «Панатінаїкоса» дебютував у Лізі Чемпіонів УЄФА. Навесні 2006 року німецький «Бохум» почав цікавитися Гекасом, але «Панатінаїкос» забажав за нього 1,5 мільйона євро, що не влаштовувало німецький клуб. Однак влітку 2006 року «Панатінаїкос» придбав грецького нападника у «ПАОКа» Дімітріса Салпінгідіса, що і стало однією з причин, чому Гекас не зміг продовжити свій контракт. Як частина цієї угоди, Гекас повинен був перейти в «ПАОК», але він відмовився. «Бохум» запропонував за Гекаса 700 000 євро наприкінці сезону за умови, що команда зможе повернутися в Бундеслігу.
У сезоні 2006/2007 Гекас у складі «Бохума» боровся за виживання команди у Бундеслізі. За цей короткий час Теофаніс став зіркою в команді, найкращим бомбардиром чемпіонату і улюбленцем фанатів, які називали його «грецьким богом». У квітні 2007 року «Бохум» повідомив про бажання Гекаса грати за леверкузенський «Баєр» у наступному сезоні. У квітні того ж 2007 року «Баєр» уклав контракт з Гекасом, за яким футболіст мав отримувати зарплатню в розмірі 2 мільйонів євро на рік, що в 4 рази перевищувало його зарплату в «Бохумі». Взимку 2009 року Гекас орендований англійським «Портсмутом», за який зіграв лише один матч в англійській Прем'єр-лізі. Наприкінці травня 2010 року почав грати за німецький Айнтрахт.
У складі національної збірної Греції Теофаніс Гекас виступає з 2005 року. Успішно зіграв 49 матчів, забивши 20 м'ячів. Учасник Чемпіонату Європи 2008 та Чемпіонату світу 2010 року в ПАР. 9 вересня 2010 року у своєму блозі на in.gr Гекас оголосив про відмову надалі грати за національну збірну Греції через «певні обставини, що виникли всередині команди», про існування яких він повідомив менеджерам перед тим, як піти. ЗМІ пов'язують рішення Гекаса із кількома помічниками тренера Фернанду Сантуша, які радили «португальцям», яким чином грати проти Гекаса.